# Criminology
Pour l’article ayant un titre homophone, voir Criminologie.
Criminology est un jeu vidéo d'aventure en pointer-et-cliquer développé par White Birds Productions, sorti en 2009 sur Nintendo DS. Il s'agit d'un jeu d'enquête policière.

## Scénario
Le joueur incarne une jeune recrue de la police, Matt Simmons, dans des enquêtes sur des meurtres sans lien apparent mais qui sont finalement tous liés.
Le jeu se déroule à peu près comme celui les experts : meurtres à Las Vegas, le principe est de chercher des indices sur les lieux d'un crime et de les analyser en laboratoire

## Système de jeu
Le jeu se compose de cinq enquêtes, et pour chacune d'elles le fonctionnement est identique : il faut prélever des indices sur les scènes de crime via une palette de divers instruments (scalpel, adhésif, poudre à empreintes digitales...). 
Ces indices doivent ensuite être analysés au laboratoire, analyses qui sont divisées en plusieurs catégories : analyse des balles, des empreintes, de l'ADN... 
Une des particularités du jeu est la présence d'une jauge de crédibilité : à chaque erreur dans le prélèvement d'indices ou dans les analyses, celle-ci diminue et lorsqu'elle arrive à zéro, le joueur est renvoyé de la police et l'enquête est un échec. 
Enfin, il y a aussi des séquences d'interrogatoire où le joueur doit démontrer la culpabilité des suspects en choisissant le bon indice via un menu dédié. A la fin de chaque enquête, un débriefing sous forme de questionnaire à trois choix de réponse se déroule, et chaque mauvaise réponse diminue la jauge de crédibilité. 

## Accueil
- Jeuxvideo.com : 14/20[1]